# Оукгейвен (Арканзас)
Оукгейвен (англ. Oakhaven) — місто (англ. town) в США, в окрузі Гемпстед штату Арканзас. Населення — 65 осіб (2020).

## Географія
Оукгейвен розташований за координатами 33°43′45″ пн. ш. 93°37′14″ зх. д. / 33.72917° пн. ш. 93.62056° зх. д. (33.729283, -93.620675).  За даними Бюро перепису населення США в 2010 році місто мало площу 0,14 км², уся площа — суходіл. В 2017 році площа становила 0,12 км², уся площа — суходіл.

## Демографія
Згідно з переписом 2010 року, у місті мешкали 63 особи в 23 домогосподарствах у складі 15 родин. Густота населення становила 439 осіб/км².  Було 27 помешкань (188/км²). 
Расовий склад населення:
| - 96,8 % — білих - 3,2 % — азіатів |

До двох чи більше рас належало 0,0 %. Іспаномовні складали 0,0 % від усіх жителів.
За віковим діапазоном населення розподілялося таким чином: 28,6 % — особи молодші 18 років, 61,9 % — особи у віці 18—64 років, 9,5 % — особи у віці 65 років та старші. Медіана віку мешканця становила 35,8 року. На 100 осіб жіночої статі у місті припадало 117,2 чоловіків;  на 100 жінок у віці від 18 років та старших — 87,5 чоловіків також старших 18 років.
Середній дохід на одне домашнє господарство  становив 61 390 доларів США (медіана — 51 875), а середній дохід на одну сім'ю — 63 808 доларів (медіана — 51 458). Медіана доходів становила 40 500 доларів для чоловіків та 23 750 доларів для жінок. 
Цивільне працевлаштоване населення становило 41 осіб. Основні галузі зайнятості: освіта, охорона здоров'я та соціальна допомога — 29,3 %, будівництво — 24,4 %, виробництво — 17,1 %, транспорт — 12,2 %.